# 中脇初枝
中脇 初枝（なかわき はつえ、1974年1月1日 - ）は日本の小説家、児童文学作家。

## 経歴
徳島県の山間部の祖谷（現・三好市）に生まれ、2歳の時から高知県中村市（現・四万十市）で育つ。
高知県立中村高等学校在学中の1991年に高知新聞紙上でたまたま募集記事を見かけて応募した第2回坊っちゃん文学賞にて『魚のように』により大賞を受賞、17歳で小説家としてデビューした。同作は1993年3月に新潮社より刊行され、あわせてNHKによりテレビドラマ化された。
小学6年生の時に柳田國男『遠野物語』を読んで民俗学者を強く志し、高校卒業後は筑波大学第二学群比較文化学類へ進学。日本民俗学を専攻し、1996年に卒業。在学中もフィールドワークの傍らで創作活動を行い、大学卒業後に『稲荷の家』（1997年）、『祈祷師の娘』（2004年）などの作品を発表。『祈祷師の娘』は2005年の第52回産経児童出版文化賞推薦を受賞した。
2012年、児童虐待をテーマとした『きみはいい子』は書店員の支持を受けて5万部を超えるヒット作となり、2013年に第28回坪田譲治文学賞を受賞。同作は2015年に映画化され、第37回モスクワ国際映画祭・コンペティション部門でNETPAC賞（最優秀アジア映画賞）、第7回TAMA映画賞で最優秀作品賞を受賞した。
2014年、『わたしをみつけて』が第27回山本周五郎賞候補となり、翌2015年にNHK総合の「ドラマ10」枠にてテレビドラマ化された。2016年、『世界の果てのこどもたち』が第37回吉川英治文学新人賞候補となり、第13回本屋大賞で3位となった。2023年、『伝言』が第14回山田風太郎賞の候補となった。
創作活動の傍らで民話・昔話の研究を続け、子供向けの絵本や昔話の再話を執筆。また、昔話の語りをライフワークとしている。

## 受賞歴
- 第2回 坊っちゃん文学賞 大賞（『魚のように』）
- 第52回 産経児童出版文化賞 推薦（『祈祷師の娘』）
- 第28回 坪田譲治文学賞（『きみはいい子』）[12]
- 第64回 産経児童出版文化賞 JR賞（『ちゃあちゃんのむかしばなし』）

## 作品

### 小説
- 魚のように（1993年3月 新潮社 / 1997年10月 河出文庫 / 2015年7月 新潮文庫）
- 稲荷の家（1997年10月 河出書房新社）
  - こんこんさま（2013年1月 河出文庫、『稲荷の家』改題）
- あかい花（2001年10月 青山出版社）
- きみはいい子（2012年5月 ポプラ社 / 2014年4月 ポプラ文庫）
- わたしをみつけて（2013年7月 ポプラ社 / 2015年5月 ポプラ文庫）
- みなそこ（2014年10月 新潮社 / 2017年4月 新潮文庫）
- 世界の果てのこどもたち（2015年6月 講談社 / 2018年6月 講談社文庫）
- 神に守られた島（2018年7月 講談社)
- 神の島のこどもたち（2019年1月 講談社 / 2020年8月 講談社文庫)
- 伝言（2023年8月 講談社)
- 天までのぼれ（2025年2月 ポプラ社）

### 童話
- 祈祷師の娘（2004年9月 福音館書店、卯月みゆき画 / 2012年7月 ポプラ文庫ピュアフル）
- あかいくま（2011年8月 講談社）

### 絵本
- こりゃまてまて（2002年、福音館書店、酒井駒子絵）
- おいかけて（2004年、福音館書店、田中清代絵）
- くもの大相撲（2005年、福音館書店、鎌田歩絵）
- どちらにしようかな（2006年、福音館書店、沢田としき絵）
- かぞえうたであそぼう（2007年、福音館書店、沢田としき絵）
- わるくちうた（2009年、福音館書店、沢田としき絵）

### 昔話再話
- とっぽうくらべ（2004年、福音館書店、田島征三絵）
- ゆきおんな（2009年、小学館、佐竹美保絵）
- ちんころりん（2011年、福音館書店、ささめやゆき絵）
- 女の子の昔話 日本につたわる とっておきのおはなし（2012年、偕成社、唐木みゆ絵）
- ちゃあちゃんのむかしばなし（2016年、福音館書店、奈路道程絵）

### その他
- 神の島のうた（2018年7月、講談社、葛西亜理沙写真、中脇初枝文）

## 映像化作品

### 映画
- きみはいい子（2015年6月27日公開、監督：呉美保、主演：高良健吾） - 第37回モスクワ国際映画祭・NETPAC賞（最優秀アジア映画賞）[13][14][15]、第7回TAMA映画賞 ・最優秀作品賞[16]受賞

### テレビドラマ
- 魚のように（1993年3月28日、NHK松山「NHKスペシャル 列島ドラマシリーズ〔1〕」、主演：高岡早紀） - 第19回放送文化基金賞 テレビドラマ番組部門 奨励賞、第30回ギャラクシー賞 テレビ部門 奨励賞[23]
- わたしをみつけて（2015年11月24日 - 12月15日、全4話、NHK総合「ドラマ10」、主演：瀧本美織）[18]